# コローニ・C4

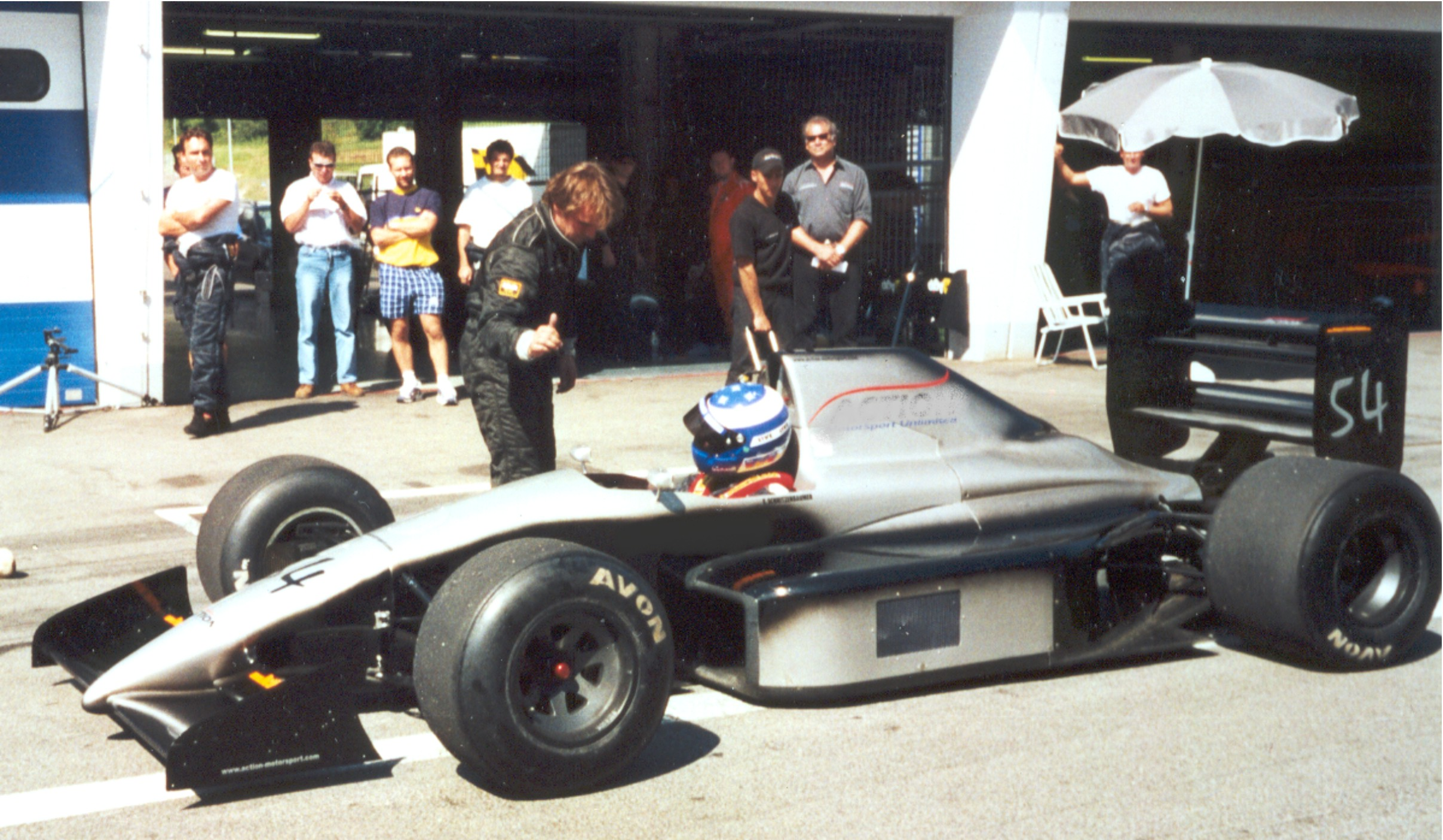
コローニ・C4、2001年のプライベートテストで。

コローニ・C4 (Coloni C4) は、コローニ・レーシング Srlが1991年のF1世界選手権に投入したフォーミュラ1カー。デザイナーはクリスチャン・バンダープレイン。1992年はアンドレア・モーダがアンドレア・モーダ・C4B (Andrea Moda C4B) として使用した。

## 開発

### コローニ・C4
コローニ・C4はクリスチャン・バンダープレインが1989年に完成させたコローニ・C3の進化型だった。C4は1990年用のC3Cを元にして作成され、シャシーとサスペンションはC3Cの物を流用、ボディの造形も非常によく似ていた。サイドポッドの形状やドライバー頭上のエアインテイクなど、わずかに改訂されていた。コローニは資金が不足しており独自の開発部門を持っていなかったため、ペルージャ大学の学生によるデザインが採用された。エンジンはフォード・コスワース DFRを搭載し、第4戦までラングフォード&ペック、それ以降はブライアン・ハートがチューニングを行った。ラングフォード&ペックのチューンしたエンジンはハート製よりも出力が劣っていた。
コローニ・C4は2台が製作された。チームはシーズン後半、エンジンを1基しか持っていなかった。服部尚貴を起用した最終戦オーストラリアグランプリの予備予選では、服部が所属する日本のムーンクラフトが設計・製作したF3000マシン用のフロントウィング翼端板・サイドスカートをC4のフロントウィングに流用して装着した。

### アンドレア・モーダ・C4B
1991年シーズン後、コローニ・レーシングはイタリアの靴メーカー、アンドレア・サセッテイに売却され、アンドレア・モーダ・フォーミュラと改名した。C4はアンドレア・モーダによってC4Bとして1992年シーズンに投入される。車体はジャッドGV・V10エンジンに換装されたことにより後方が大きく改修された。
C4Bは1990年代にエンジンをコスワース製に換装され、時折プライベートテストに使用された。

## レース戦績

### F1世界選手権
コローニは1991年シーズン、15戦に参戦した。チームはマールボロからの年間約4億円の支援を受けるアンドレア・デ・チェザリスを起用したかったが、デ・チェザリスにとってコローニは3番目以降の候補であり、彼は戦闘力が期待できた新規参戦チームジョーダンへの加入を決めた。これによりコローニは前年度のイギリスF3000チャンピオンのポルトガル人ドライバー、ペドロ・チャベスを起用した。シーズン終盤の2戦ではチャベスに代わって服部尚貴が起用されたが、1度も予備予選を通過できなかった。チャベスの母国ポルトガルGPでは唯一のエンジンがウォームアップランで壊れたため、予備予選にも参加できなかった。チャベスは自分が成績を残せなかったのはテストが十分に行えなかったためだとした。

### ボローニャ・スプリント
シーズン終了後、コローニ・C4はボローニャモーターショーで行われたエキシビジョンレース、ボローニャ・スプリントに参加した。このレースは6名のドライバーが2名ずつのスプリントレースを行い勝ち抜いていくというものであった。C4はアンドレア・モーダ・フォーミュラから参加し、カラーリングは黒に変更されていた。ドライバーはアントニオ・タンブリーニが起用された。タンブリーニは1回戦でミナルディ・M191をドライブするジャンニ・モルビデリと戦い2回戦に進んだが、ロータス・102をドライブするジョニー・ハーバートに敗北した。

### 1992年 F1世界選手権
C4はアンドレア・モーダによってC4Bとして1992年シーズンに投入される。開幕戦ではエンリコ・ベルタッジアとアレックス・カフィによってドライブされるはずであったが、チームは新チームに課せられる参入保証金10万ドルを納めていなかったことで出走できなかった。また、新チームとみなされ、自製シャーシを用意せねばならず、チームは第2戦にシムテック製のアンドレア・モーダ・S921を用意し、C4Bは1度もレースに参加できなかった。

## F1における全成績
(key) （太字はポールポジション）
| 年     | シャシー                         | エンジン        | タイヤ | No. | ドライバー             | 1    | 2    | 3    | 4    | 5    | 6    | 7    | 8    | 9    | 10   | 11   | 12   | 13   | 14  | 15   | 16   | ポイント | 順位 |
| ------ | -------------------------------- | --------------- | ------ | --- | ---------------------- | ---- | ---- | ---- | ---- | ---- | ---- | ---- | ---- | ---- | ---- | ---- | ---- | ---- | --- | ---- | ---- | -------- | ---- |
| 1991年 | コローニ・レーシング Srl         | フォード DFR V8 | G      |     |                        | USA  | BRA  | SMR  | MON  | CAN  | MEX  | FRA  | GBR  | GER  | HUN  | BEL  | ITA  | POR  | ESP | JPN  | AUS  | 0        | NC   |
| 1991年 | コローニ・レーシング Srl         | フォード DFR V8 | G      | 31  | ペドロ・チャベス       | DNPQ | DNPQ | DNPQ | DNPQ | DNPQ | DNPQ | DNPQ | DNPQ | DNPQ | DNPQ | DNPQ | DNPQ | DNPQ |     |      |      | 0        | NC   |
| 1991年 | コローニ・レーシング Srl         | フォード DFR V8 | G      | 31  | 服部尚貴               |      |      |      |      |      |      |      |      |      |      |      |      |      |     | DNPQ | DNPQ | 0        | NC   |
| 1992年 | アンドレア・モーダ・フォーミュラ | ジャッド GV V8  | G      |     |                        | RSA  | MEX  | BRA  | ESP  | SMR  | MON  | CAN  | FRA  | GBR  | GER  | HUN  | BEL  | ITA  | POR | JPN  | AUS  | 0        | NC   |
| 1992年 | アンドレア・モーダ・フォーミュラ | ジャッド GV V8  | G      | 34  | アレックス・カフィ     | EX   |      |      |      |      |      |      |      |      |      |      |      |      |     |      |      | 0        | NC   |
| 1992年 | アンドレア・モーダ・フォーミュラ | ジャッド GV V8  | G      | 35  | エンリコ・ベルタッジア | EX   |      |      |      |      |      |      |      |      |      |      |      |      |     |      |      | 0        | NC   |

## 参照
1. ↑  Diepraam, Mattijs. “Grand Prix car designers”.   forix.autosport.com. 2011年5月9日閲覧。
2. ↑  Hodges: Rennwagen von A-Z nach 1945, S. 58.
3. ↑  Hodges: A-Z of Grand Prix Cars 1906-2001, S. 69.
4. ↑  Burchkalter, Galoron: Tout sur la Formule 1 1991, S. 114 ff.
5. ↑  Geschichte des Cosworth-Formel 1-Motors auf der Internetseite www.research-racing.de (abgerufen am 15. Februar 2011).
6. ↑  Motorsport aktuell, Heft 35/1992.
7. ↑  服部尚貴F1挑戦・豪州編「F1がだいたいわかった、という感じ」 グランプリ・エクスプレス '91オーストラリアGP号 30頁 山海堂 1991年11月23日発行
8. ↑  “Coloni - Full Profile”.   f1rejects.com. 2011年5月8日閲覧。
9. ↑  Ergebnisse des Bologna Sprint 1991 auf der Internetseite www.silhouet.com (abgerufen am 28. Mai 2014).
10. ↑  『Grand Prix car 名車列伝　vol.3』三栄書房、July.9.2011、104頁。